# Framecourt
Framecourt ist eine französische Gemeinde mit 115 Einwohnern (Stand 1. Januar 2022) im Département Pas-de-Calais in der Region Hauts-de-France. Sie gehört zum Arrondissement Arras, zum Kanton Saint-Pol-sur-Ternoise und zum Gemeindeverband Ternois.

## Lage
Die Gemeinde Framecourt liegt im Artois auf einem Plateau zwischen den Flusstälern von Ternoise und Canche, 37 Kilometer westlich von Arras. Nachbargemeinden von Framecourt sind Hautecloque im Nordosten, Sibiville im Südosten, Nuncq-Hautecôte im Süden sowie Écoivres im Westen.

## Bevölkerungsentwicklung
| Jahr                       | 1962 | 1968 | 1975 | 1982 | 1990 | 1999 | 2006 | 2016 | 2022 |
| -------------------------- | ---- | ---- | ---- | ---- | ---- | ---- | ---- | ---- | ---- |
| Einwohner                  | 103  | 117  | 92   | 110  | 117  | 113  | 124  | 105  | 115  |
| Quellen: Cassini und INSEE |      |      |      |      |      |      |      |      |      |

## Sehenswürdigkeiten

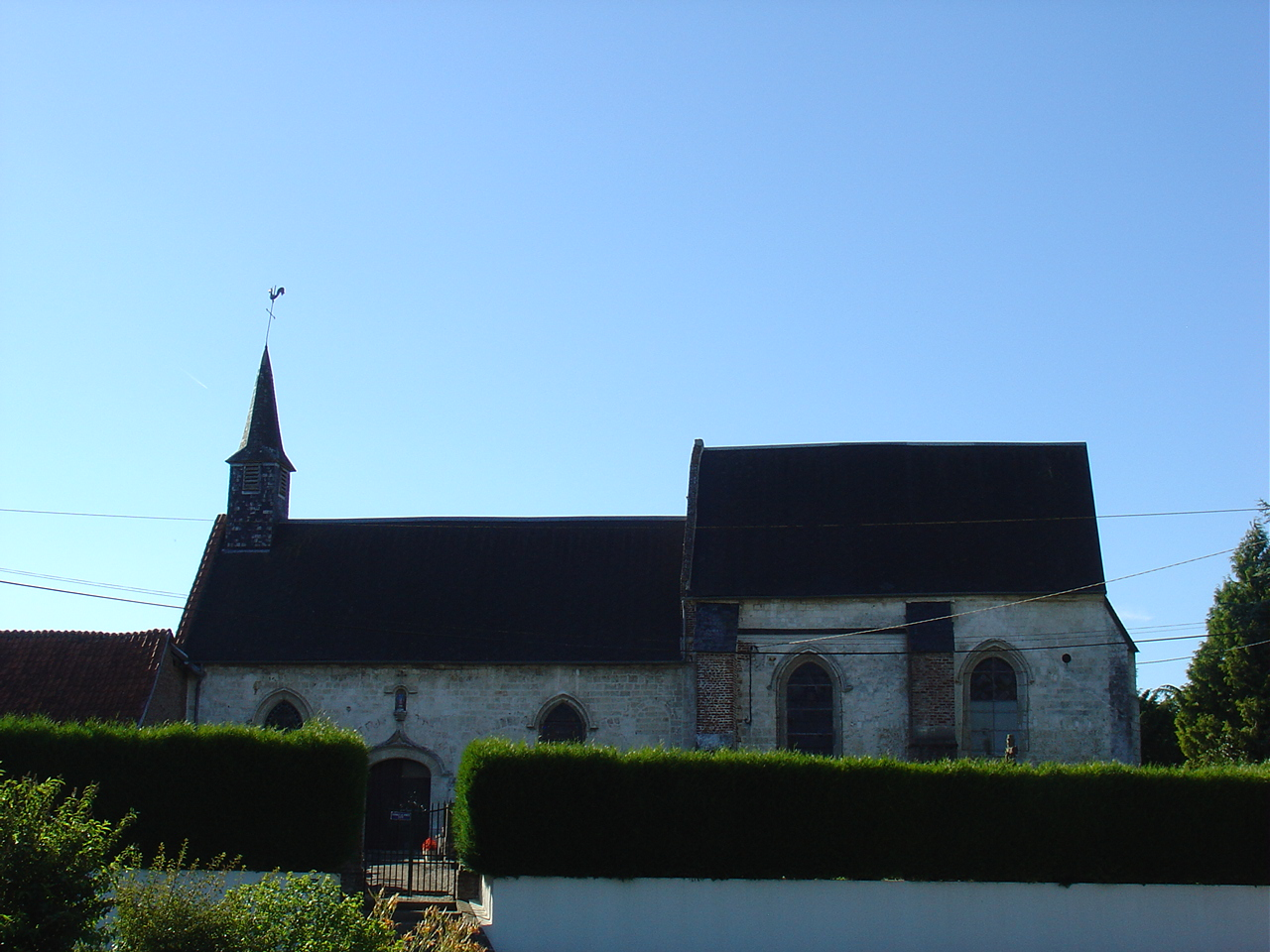
Kirche Saint-Vulgan
- Wasserturm

- Kirche Saint-Vulgan